# Kosor (Mostar)
Pour les articles homonymes, voir Kosor.
Kosor (en cyrillique : Косор) est un village de Bosnie-Herzégovine. Il est situé sur le territoire de la ville de Mostar, dans le canton d'Herzégovine-Neretva et dans la fédération de Bosnie-et-Herzégovine. Selon les premiers résultats du recensement bosnien de 2013, il compte 559 habitants.

## Géographie
Le village est situé près de Blagaj, sur la rive droite de la rivière Buna.

## Démographie

### Évolution historique de la population
| 1948 | 1953 | 1961 | 1971 | 1981 | 1991 | 2013 |
| ---- | ---- | ---- | ---- | ---- | ---- | ---- |
| -    | -    | 202  | 241  | 258  | 378  | 559  |

|  |